# Graeme Dott
Graeme Dott (Larkhall, Schotland, 12 mei 1977) is een Schots professioneel snookerspeler. Hij won onder meer het WK 2006.

## Carrière
Dott is profspeler geworden in 1994. Hij klom gestaag op de wereldranglijst en bereikte in 2001 de top zestien. Tot 2006 had hij nog nooit een groot toernooi gewonnen, maar hij was wel verliezend finalist bij de Regal Scottish Open in 1999, de British Open van 2001, het WK 2004 en de Malta Cup in 2005.
In 2004 haalde hij de finale van het World Snooker Championship, waarin hij met 18-8 verloor van Ronnie O'Sullivan. Hij kwam met 5-0 voor, maar verloor de wedstrijd daarna met 18-8.
In 2006 bereikte hij weer de finale van het wereldkampioenschap en deze keer lukte het wel. Hij versloeg Peter Ebdon met 18-14, na eerst 15-7 te hebben voorgestaan. Dott en Ebdon tekenden daarbij voor de langstdurende WK-finale in de geschiedenis van het toernooi, waarin de beide relatief traag spelende snookeraars tevens voor het tot dan langste frame ooit zorgden (74+ minuten).
In 2007 won hij zijn 2e rankingtoernooi door in de finale van de China Open met 9-5 van Jamie Cope te winnen. Door deze toernooioverwinning kwam hij op de eerste plaats van de voorlopige wereldranglijst te staan met alleen het wereldkampioenschap nog te spelen. Op het WK 2007 werd Dott echter in de eerste ronde uitgeschakeld en was hij de wereldtitel kwijt. John Higgins werd wereldkampioen en nam daarmee de eerste plaats op de wereldranglijst over van Dott, die op de tweede plaats eindigde.
In december 2006 overleed Alex Lambie die sinds zijn twaalfde Dotts manager was en later ook zijn schoonvader werd. Enkele weken daarna kreeg zijn vrouw een miskraam. Sindsdien leed hij aan een depressie waardoor het seizoen 2007/2008 volledig in het water viel. Tijdens het eerste rankingtoernooi (de Shanghai Masters) haalde hij nog de halve finale, maar daarna won hij geen enkele wedstrijd meer. Op de wereldranglijst zakte hij naar de dertiende plaats.
Tijdens een partijtje voetbal brak hij zijn linkerarm, waardoor hij in het seizoen 2008/2009 twee rankingtoernooien moest missen. Tijdens het WK 2009 verloor hij in de tweede ronde van Mark Selby. Daardoor verloor hij zijn plaats in de top 16 van de wereldranglijst en eindigde hij op plaats 28.
Op het WK 2010 haalde Dott voor de derde keer de finale, waarin hij het opnam tegen Australiër Neil Robertson. Hij verloor met 18-13. Door de WK-finale te halen, keerde hij in het seizoen 2010/2011 terug in de top 16 van de wereldranglijst, op plaats 13.

## Belangrijkste resultaten

### Rankingtitels
| #  | Seizoen     | Toernooi            | Verliezend finalist | Verliezend finalist | Score |
| -- | ----------- | ------------------- | ------------------- | ------------------- | ----- |
| 1. | 2005 / 2006 | Wereldkampioenschap | Peter Ebdon         | ENG                 | 18-14 |
| 2. | 2006 / 2007 | China Open          | Jamie Cope          | ENG                 | 9-5   |

### Wereldkampioenschap
Hoofdtoernooi (laatste 32 of beter):
| #   | Seizoen     | Editie  | Prestatie      | Extra                                  |
| --- | ----------- | ------- | -------------- | -------------------------------------- |
| 1.  | 1996 / 1997 | WK 1997 | Laatste 32     | Verloor met 10-9 van James Wattana     |
| 2.  | 1999 / 2000 | WK 2000 | Laatste 32     | Verloor met 10-6 van Steve Davis       |
| 3.  | 2000 / 2001 | WK 2001 | Laatste 32     | Verloor met 10-4 van John Higgins      |
| 4.  | 2001 / 2002 | WK 2002 | Laatste 16     | Verloor met 13-2 van John Higgins      |
| 5.  | 2002 / 2003 | WK 2003 | Laatste 16     | Verloor met 13-12 van Ken Doherty      |
| 6.  | 2003 / 2004 | WK 2004 | Finale         | Verloor met 18-8 van Ronnie O'Sullivan |
| 7.  | 2004 / 2005 | WK 2005 | Laatste 32     | Verloor met 10-9 van Ian McCulloch     |
| 8.  | 2005 / 2006 | WK 2006 | Wereldkampioen | Won met 18-14 van Peter Ebdon          |
| 9.  | 2006 / 2007 | WK 2007 | Laatste 32     | Verloor met 10-7 van Ian McCulloch     |
| 10. | 2007 / 2008 | WK 2008 | Laatste 32     | Verloor met 10-7 van Joe Perry         |
| 11. | 2008 / 2009 | WK 2009 | Laatste 16     | Verloor met 13-10 van Mark Selby       |
| 12. | 2009 / 2010 | WK 2010 | Finale         | Verloor met 18-13 van Neil Robertson   |
| 13. | 2010 / 2011 | WK 2011 | Kwartfinale    | Verloor met 13-5 van Judd Trump        |
| 14. | 2011 / 2012 | WK 2012 | Laatste 32     | Verloor met 10-1 van Joe Perry         |
| 15. | 2012 / 2013 | WK 2013 | Laatste 16     | Verloor met 13-11 van Shaun Murphy     |
| 16. | 2014 / 2015 | WK 2015 | Laatste 16     | Verloor met 13-5 van Stuart Bingham    |
| 17. | 2015 / 2016 | WK 2016 | Laatste 32     | Verloor met 10-4 van Mark Williams     |
| 18. | 2016 / 2017 | WK 2017 | Laatste 16     | Verloor met 13-6 van Barry Hawkins     |
| 19. | 2017 / 2018 | WK 2018 | Laatste 32     | Verloor met 10-8 van Ali Carter        |
| 20. | 2018 / 2019 | WK 2019 | Laatste 32     | Verloor met 10-9 van Stuart Bingham    |

## Aanklacht
In 2025 werd een aanklacht tegen hem ingediend wegens ongepast seksueel gedrag richting kinderen.

## Trivia
- In 1999 maakte hij een maximumbreak (een score van 147)
- Dott is een supporter van de Glasgow Rangers
- Sinds 2001 is Dott getrouwd met Elaine Lambie. Ze hebben een zoontje (Lewis) en een dochtertje (Lucy).

Joe Davis · Walter Donaldson · Fred Davis · Horace Lindrum · John Pulman · John Spencer · Ray Reardon · Alex Higgins · Terry Griffiths · Cliff Thorburn · Steve Davis · Dennis Taylor · Joe Johnson · Stephen Hendry · John Parrott · Ken Doherty · John Higgins · Mark Williams · Ronnie O'Sullivan · Peter Ebdon · Shaun Murphy · Graeme Dott · Neil Robertson · Mark Selby · Stuart Bingham · Judd Trump · Luca Brecel · Kyren Wilson · Zhao Xintong